# Stenblomsten (film)
Stenblomsten (russisk: Каменный цветок) er en sovjetisk film fra 1946 af Aleksandr Ptusjko.

## Medvirkende
- Vladimir Druzjnikov som Danilo
- Jekaterina Derevsjjikova som Katinka
- Tamara Makarova
- Mikhail Trojanovskij som Prokopytj
- Aleksandr Kleberer